# Antje Vogel-Sperl
Antje Vogel-Sperl (Bayreuth, 22 novembre 1956) est une femme politique allemande. Elle est membre du parti Alliance 90 / Les Verts.